# Ritratto d'uomo (Andrea del Castagno)
Il Ritratto d'uomo è un dipinto tempera su tavola (54,2x40,4 cm) di Andrea del Castagno, databile al 1450-1457 circa e conservato oggi nella National Gallery of Art di Washington. È noto anche per essere stato il soggetto della terza serie della banconota da 10.000 lire italiane, stampata dal 1976 al 1984.

## Storia
L'opera, attribuita in genere all'ultima fase artistica di Andrea del Castagno, faceva probabilmente parte delle collezioni della famiglia Del Nero a Firenze, che nel XVIII secolo si fuse con i Torrigiani. Ricordata a Palazzo Torrigiani-Del Nero nel XIX secolo, venne venduta all'inglese Charles Fairfax Murray, che la immise nel mercato antiquario parigino. Nel 1907 venne acquistata da J. Pierpont Morgan e trasportata a New York. Ceduta nel 1955 ad Andrew W. Mellon, pervenne dopo la sua morte, tramite la sua fondazione, al museo nazionale di Washington nel 1937 tramite donazione.

## Descrizione e stile
Il nobiluomo, del quale non si conosce l'identità, è ritratto di tre quarti, una posa molto rara per la ritrattistica italiana dell'epoca, del quale è l'esempio più antico conosciuto. Se nelle Fiandre infatti tale rappresentazione era consueta fin dagli anni trenta del XV secolo, nelle corti e nelle città italiane si preferivano i ritratti di profilo, che rievocavano le effigi degli imperatori romani su medaglie e monete classiche.
Il personaggio è raffigurato con una notevole individuazione fisiognomica, ritraendolo nel pieno della maturità, riccamente abbigliato, con una postura eretta e uno sguardo fiero che guarda direttamente lo spettatore. Lo sfondo è un cielo che schiarisce verso l'orizzonte. La luce definisce con incisività le forme del soggetto e si sofferma a descrivere con minuzia le varie superfici incontrate, dalla morbida stoffa al lucido incarnato, fino alla massa scura dei capelli. Il rigore plastico è però attenuato da un'attenzione al disegno ed alla linea di contorno ben marcata, che si percepisce soprattutto nei tratti del volto, rivelando la matrice tipicamente fiorentina dell'opera.